# Zia Pueblo
Zia Pueblo (Keresan: C'ííy'á) är en keresansk pueblo, belägen i New Mexico vid en biflod till Rio Grande, vilken har varit bebodd sedan förhistorisk tid. Invånarna talar en dialekt av östlig keresan, vilket är en varietet av keresan, som är ett språkligt isolat.
Vid folkräkningen 2000 rapporterade 2 820 personer att de räknade de sig som helt eller delvis tillhörande eller härstammande från Zia. 